# Lyrittaren
Der Lyrittaren (norwegisch für Landmarke; russisch Гора Днепровская Gora Dneprowskaja) ist ein 2140 m hoher Berg im ostantarktischen Königin-Maud-Land. Er ragt in der Östlichen Petermannkette des Wohlthatmassivs auf und ähnelt dem unmittelbar östlich benachbarten Deildenapen.
Wissenschaftler des Norwegischen Polarinstituts benannten ihn 1967. Der Namensgeber der russischen Benennung ist nicht überliefert.